# Вожъюган
Вожъюган (устар. Вож-Юган) — река в России, протекает по Ханты-Мансийскому АО. Устье реки находится в 54 км по правому берегу реки Бобровка. Длина реки составляет 4 км. Образуется слиянием рек Ай-Вожъюган и Ун-Вожъюган.

## Данные водного реестра
По данным государственного водного реестра России относится к Нижнеобскому бассейновому округу, водохозяйственный участок реки — Обь от впадения Иртыша до впадения реки Северная Сосьва, речной подбассейн реки — бассейны притока Оби от Иртыша до впадения Северной Сосьвы. Речной бассейн реки — (Нижняя) Обь от впадения Иртыша.
Код объекта в государственном водном реестре — 15020100112115300021651.